# Jamaica i olympiska vinterspelen 2022
Jamaica deltog i de olympiska vinterspelen 2022 som ägde rum i Peking i Kina mellan den 4 och 20 februari 2022.
Jamaicas lag bestod av sju idrottare (sex män och en kvinna) som tävlade i två sporter. Benjamin Alexander och Jazmine Fenlator-Victorian var landets fanbärare vid öppningsceremonin. Bobåkaren Ronaldo Reid var landets fanbärare vid avslutningsceremonin.

## Alpin skidåkning
Jamaica kvalificerade en manlig alpin skidåkare till OS, Benjamin Alexander.
| Idrottare          | Gren                 | Åk 1    | Åk 1      | Åk 2    | Åk 2      | Totalt  | Totalt    |
| Idrottare          | Gren                 | Tid     | Placering | Tid     | Placering | Tid     | Placering |
| ------------------ | -------------------- | ------- | --------- | ------- | --------- | ------- | --------- |
| Benjamin Alexander | Herrarnas storslalom | 1.37,94 | 54        | 1.40,58 | 46        | 3.18,52 | 46        |

## Bob
Jamaica kvalificerade tre slädar (herrarnas tvåmanna och fyrmanna samt damernas monobob) till OS. Det var första gången Jamaica hade kvalificerat sig i tre grenar i bob. Jamaica kvalificerade sig i fyrmannabob för första gången sedan Nagano 1998.
| Idrottare                                                    | Gren               | Åk 1    | Åk 1      | Åk 2    | Åk 2      | Åk 3    | Åk 3      | Åk 4             | Åk 4             | Totalt  | Totalt    |
| Idrottare                                                    | Gren               | Tid     | Placering | Tid     | Placering | Tid     | Placering | Tid              | Placering        | Tid     | Placering |
| ------------------------------------------------------------ | ------------------ | ------- | --------- | ------- | --------- | ------- | --------- | ---------------- | ---------------- | ------- | --------- |
| Shanwayne Stephens* Nimroy Turgott                           | Herrarnas tvåmanna | 1.01,23 | 30        | 1.01,35 | 28        | 1.01,54 | 30        | Gick inte vidare | Gick inte vidare | 3.04,12 | 30        |
| Shanwayne Stephens* Ashley Watson Rolando Reid Matthew Wekpe | Herrarnas fyrmanna | 1.00,80 | 28        | 1.01,39 | 28        | 1.01,23 | 28        | Gick inte vidare | Gick inte vidare | 3.03,42 | 28        |
| Jazmine Fenlator-Victorian                                   | Damernas monobob   | 1.06,63 | 19        | 1.07,38 | 19        | 1.06,92 | 19        | 1.07,63          | 20               | 4.28,56 | 19        |

* – Piloten i varje bob